# Miliusa concinna
Miliusa concinna är en kirimojaväxtart som beskrevs av Henry Nicholas Ridley. Miliusa concinna ingår i släktet Miliusa och familjen kirimojaväxter. Inga underarter finns listade i Catalogue of Life.